# 17 Pułk Piechoty Obrony Krajowej
Pułk Piechoty Obrony Krajowej Rzeszów Nr 17 – pułk piechoty cesarsko-królewskiej Obrony Krajowej.
Pułk został sformowany 1 maja 1889 roku z połączenia czterech samodzielnych batalionów piechoty Obrony Krajowej, a mianowicie:
- Batalionu Piechoty OK Rzeszów Nr 55,
- Batalionu Piechoty OK Kolbuszów Nr 56,
- Batalionu Piechoty OK Sanok Nr 57,
- Batalionu Piechoty OK Jarosław Nr 58.

Okręg uzupełnień – Rzeszów. Sztab pułku oraz I i II batalion stacjonowały w Rzeszowie, III batalion w Jarosławiu, a IV batalion w Sanoku.
Kolory pułkowe: trawiasty (grasgrün), guziki srebrne z numerem „17”. W lipcu 1914 roku skład narodowościowy pułku: 97% – Polacy.
W latach 1903–1914 komenda pułku oraz wszystkie bataliony stacjonowały w Rzeszowie.
W 1914 roku pułk wchodził w skład 90 Brygady Piechoty OK należącej do 45 Dywizji Piechoty OK (X Korpus).
W czasie I wojny światowej pułk, złożony w zasadzie w całości z Polaków, wziął udział w walkach z Rosjanami w 1914 i 1915 roku w Galicji między innymi w okolicach Limanowej, Bochni i Gorlic. Największe straty jednostka poniosła w bitwie pod Gorlicami. Żołnierze pułku są pochowani m.in. na cmentarzach: Cmentarz wojenny nr 314 – Bochnia, Cmentarz wojenny nr 198 – Błonie, Cmentarz wojenny nr 65 – Małastów-Kornuta, Cmentarz wojenny nr 358 – Laskowa.
11 kwietnia 1917 roku pułk został przemianowany na Pułk Strzelców Nr 17 (niem. Schützen-Regimenter Nr 17).

## Żołnierze
Komendanci pułku
- płk Ottokar Albert (1899[1])
- płk Moritz Neukirch (1903)
- płk Johann Pregelj (1904–1906)
- płk Ignaz Schmidt Edler von Fussina (1907–1911[4])
- płk Edmund Lober (1912)
- płk Edmund Lober Edler von Karstenrod (1913–1914)

Oficerowie
- kpt. Józef Mück
- ppor. rez. Antoni Borzemski
- ppor. rez. Rudolf Lew
- ppor. rez. Antoni Niedenthal
- ppor. rez. Jan Waschko
- ppor. rez. Tadeusz Wrześniowski
- ppor. nieakt. Mieczysław Stefko
- lek. pułk. dr Teofil Bardach
- chor. san. rez. Stanisław Konopka